# Garry Winogrand

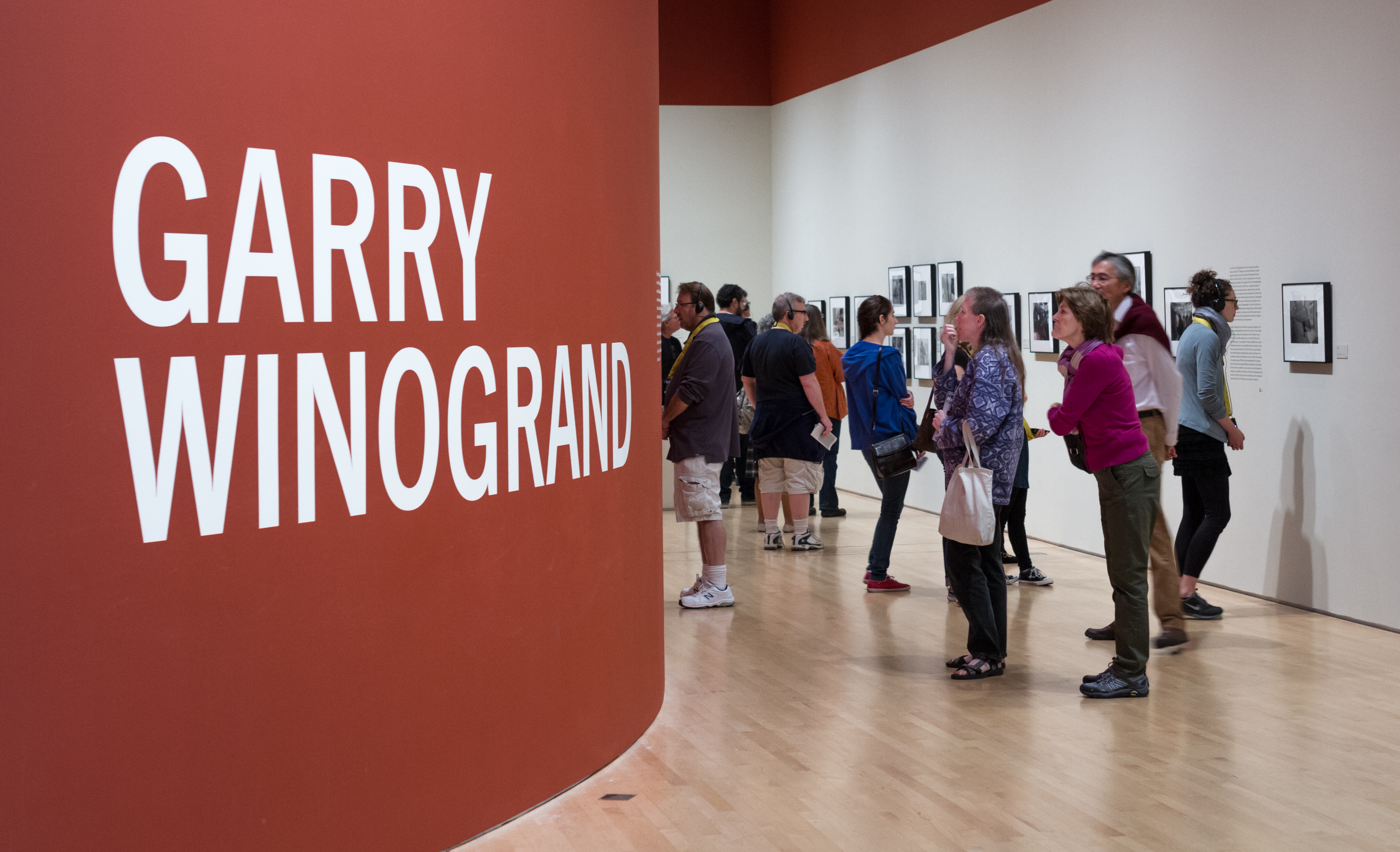
Ausstellung im San Francisco Museum of Modern Art, 2013.

Garry Winogrand (* 14. Januar 1928 in New York, Vereinigte Staaten; † 19. März 1984 in Tijuana, Mexiko) war ein US-amerikanischer Fotograf. Als einem der bedeutenden Vertreter der amerikanischen Straßenfotografie gelang ihm ein überzeugendes Porträt des amerikanischen Alltags.

## Leben und Werk
Winogrands Eltern Abraham und Bertha stammten aus Budapest und Warschau. Sie immigrierten in der Zwischenkriegszeit in die Vereinigten Staaten, wo Winogrands Vater als Arbeiter in der Bekleidungsindustrie ein Auskommen fand. Winogrand selbst wuchs mit seiner Schwester Stelle unter einfachsten Verhältnissen in einem vorwiegend jüdisch geprägten Arbeiterviertel der Bronx, dem nördlichen Stadtbezirk von New York, auf. 1946 schloss er die High School ab und trat in die Air Force ein.
1947 kehrte Winogrand zurück nach New York und nahm ein Studium der Malerei und der Fotografie an der Columbia University auf. 1951 trat er in die Fotojournalistenklasse von Alexey Brodovitch an der damaligen New School for Social Research ein. Noch als Student heiratete er 1952 Adrienne Lubeau. Aus dieser Ehe gingen zwei Kinder, Laurie und Ethan, hervor. Nach der Trennung 1963 wurde die Ehe 1966 geschieden.
Nach seinem Studium arbeitete Winogrand zunächst als selbständiger Fotojournalist und Werbefotograf. Von 1952 bis 1954 war er für die Pix Photo Agency in Manhattan tätig, danach wechselte er zu Brackman Associates. Schon 1955 befanden sich zwei seiner Fotografien in der berühmten Ausstellung The Family of Man im Museum of Modern Art (MOMA). Seine erste Einzelausstellung hatte Winogrand 1959 in der Image Gallery. 1963 wurden Fotografien von ihm im MOMA gemeinsam mit Arbeiten von Minor White, George Krause, Jerome Liebling und Ken Heyman gezeigt. In der Folge gab er die Auftragsfotografie auf und arbeitete nur noch künstlerisch.
Winogrand ist hauptsächlich als Vertreter der Straßenfotografie bekannt. Obwohl Fotografen vor ihm, wie André Kertész und Henri Cartier-Bresson, auf der Straße fotografierten, so muss doch Winogrand als der eigentliche Urheber dieses Genres angesehen werden. Seine Dokumentation des öffentlichen Alltags wirkte stilbildend für die kurz darauf ähnlich arbeitenden Lee Friedlander, Tod Papageorge, Diane Arbus und Joel Meyerowitz. Er selbst galt als manischer Fotograf. Winogrand konnte keine Straße entlanggehen, ohne einen Film zu belichten. Jedoch fotografierte er zunächst keineswegs wahllos, sondern komponierte seine Bilder äußerst präzise. Für seine Arbeiten gewann er zweimal den Guggenheim-Preis.
1964 erhielt er ein Guggenheim-Stipendium für ein fotografisches Studium des amerikanischen Lebens. 1966 war Winogrand an einer Ausstellung mit Duane Michals, Bruce Davidson und Danny Lyon im George Eastman House in Rochester beteiligt. Diese Ausstellung trug den Titel Toward a Social Landscape (Unterwegs zu einer Sozialen Landschaft). 1969 konnte Winogrand sein erstes Fotobuch veröffentlichen: The Animals (Tiere), mit Aufnahmen aus dem Bronx Zoo und dem Aquarium von Coney Island. Im selben Jahr erhielt er sein zweites Guggenheim-Stipendium.
1970 bekam Winogrand erste Lehraufträge, die Qualität seiner Bilder nahm jedoch ab. Er unterrichtete zuerst in New York, zog 1971 nach Chicago um und lehrte Fotografie am Illinois Institute of Technology. In Chicago heiratete er 1972 Eileen Adele Hale. In dieser Ehe wurde seine Tochter Melissa geboren. 1973 wechselte er schließlich an die University of Texas in Austin, wo er bis 1978 lehrte.
Mit Hilfe seines dritten Guggenheim-Stipendiums reiste Garry Winogrand durch den Süden und Westen der USA, um mit seinen fotografischen Mitteln sozialen Fragen nachzugehen. Mit den Bildern des 1980 erschienenen Fotobuchs Stock Photography stellte er Bilder von Menschen in Beziehungen untereinander und zu ihren Tieren vor, die er auf der Ford Worth Fat Stock Show and Rodeo, einer Art landwirtschaftlicher Tierausstellung, aufgenommen hatte.
In den letzten Jahren seines Lebens wohnte Winogrand in Los Angeles und ließ sich durch seinen Fotolaboranten im Auto immer wieder an dieselben Orte fahren. Winogrand stieg nicht mehr aus dem Auto aus, sondern fotografierte vom Beifahrersitz. Er ging nicht mehr an seine Objekte und die Menschen heran, er stellte das Objektiv nicht mehr scharf, hielt die Kamera nicht mehr still. Er kaufte eine Leica mit Motor und drückte wahllos ab. Einige Kritiker führten diese Entwicklung auf Los Angeles zurück, die Stadt sei zu groß, das Licht zu grell, zu ausgedehnt, zu automobil für die Straßenfotografie. Andere meinten, die Zeit der Straßenfotografie sei überhaupt vorbei. Am Schluss brach die Qualität seiner Aufnahmen zusammen. Viele tausend waren technisch beschädigt, andere wahllos ausgelöst oder banal.
Am 1. Februar 1984 wurde bei Winogrand Gallenblasenkrebs diagnostiziert. Er ließ sich in einer sogenannten Gerson-Klinik im mexikanischen Tijuana behandeln, starb dort allerdings am 19. März 1984 im Alter von 56 Jahren.

## Nachlass
Nach seinem Tod hinterließ Winogrand über 2.500 belichtete, jedoch unentwickelte Filme. Zahlreiche weitere Filme waren zwar entwickelt und es existierten Kontaktabzüge, jedoch gänzlich uneditiert. Sein Nachlass umfasste mindestens 300.000 unbearbeitete, nicht zugeordnete oder beschriftete Negative. Sein langjähriger Freund und Förderer John Szarkowski, damals Leiter der fotografischen Abteilung des MOMA, hielt Winogrand für den zentralen Fotografen seiner Generation. Auf den Bestand reagierte er jedoch emotional, als er versuchte, eine Ausstellung aus dem Nachlass zu kuratieren: Er „fühlte erst Ungeduld, dann Ärger und zum Schluss war er überzeugt, das Opfer eines grausamen Scherzes geworden zu sein, ‚ausgedacht von dem Fotografen, um ihn zu demütigen.‘“
Das Garry Winogrand Archive im Center for Creative Photography verfügt heute über 20.000 von Winogrand angefertigte Vergrößerungen sowie 20.000 Kontaktbögen, weitere 10.000 Negative und 30.500 Kleinbildfarbdias auf 35-mm-Film, eine kleinere Zahl von Polaroids und Schmalfilmen. Viele von Winogrands hinterlassenen und von ihm nicht mehr bearbeiteten Fotografien sind vom MOMA in dem Fotobuch Winogrand, Figments from the Real World 2003 der Öffentlichkeit vorgestellt worden.
Unter den nachgelassenen Werken sind Bilder, die für eine Retrospektive 2013 im San Francisco Museum of Modern Art als Serie zusammengestellt wurden. Sie zeigen einzelne Menschen, die an Straßenkreuzungen stehen. „Sie sehen verloren aus, zerfleddert und entschlossen, als ob sie vorwärts drängen, ohne zu wissen, wo sie herauskommen werden.“ Diese Bilder zeigten in der Ausstellung, dass Winogrand sein Talent nicht verloren hat, dass er bis zum Schluss große Bilder gemacht hat, nur nicht mehr so häufig, und dass er sie nicht mehr erkannte. Die Ausstellung wurde anschließend an weiteren Orten gezeigt, das begleitende Buch erschien 2013.
Aus Fotos, Filmausschnitten, Interviews und Dokumentationen hat Regisseurin Sasha Waters Freyer einen Film unter dem Titel Garry Winogrand: All Things are Photographable zusammengestellt, der Ende 2018 in ausgewählten Kinos lief und seit 2019 per Streaming abgerufen werden kann.

## Zitat
„Ich fotografiere, um herauszufinden, wie etwas aussieht, wenn es fotografiert wurde.“

## Werke
- The Animals. With an Afterword by John Szarkowski. The Museum of Modern Art, New York NY 1969.
- Women are beautiful. With an Essay by Helen Gary Bishop. Farrar, Straus & Giroux, New York NY 1975, ISBN 0-374-29277-9.
- Public Relations. Introduction by Tod Papageorge. The Museum of Modern Art, New York NY 1977, ISBN 0-87070-543-1.
- Stock Photographs. The Fort Worth Fat Stock Show and Rodeo. With an essay on the Southwestern Exposition and Fat Stock Show by Ron Tyler. University of Texas Press, Austin TX u. a. 1980, ISBN 0-292-72433-0.

## Ausstellungen

### Einzelausstellungen (Auswahl)
- 1969: The Animals, Museum of Modern Art, New York.
- 1972: Light Gallery, New York.
- 1975: Women are Beautiful, Light Gallery, New York.
- 1977: Light Gallery, New York.
- 1977: The Cronin Gallery, Houston.
- 1979: The Rodeo, Alan Frumkin Gallery, Chicago.
- 1979: Greece, Light Gallery, New York.
- 1980: University of Colorado, Boulder.
- 1980: Garry Winogrand: Retrospective, Fraenkel Gallery, San Francisco.
- 1980: Galerie de Photographie, Bibliothèque Nationale, Paris.
- 1981: Burton Gallery of Photographic Art, Toronto.
- 1981: Light Gallery, New York.
- 1983: Big Shots, Photographs of Celebrities, 1960–80, Fraenkel Gallery, San Francisco.
- 1984: Garry Winogrand: A Celebration, Light Gallery, New York.
- 1984: Women are Beautiful, Zabriskie Gallery, New York.
- 1984: Recent Works, Houston Center for Photography, Texas.
- 1985: Williams College Museum of Art, Williamstown, Massachusetts.
- 1986: Little-known Photographs by Garry Winogrand, Fraenkel Gallery, San Francisco.
- 2001: Winogrand’s Street theater, Rencontres d’Arles festival, France.
- 2013/2014: Garry Winogrand, San Francisco Museum of Modern Art, San Francisco.

### Gruppenausstellungen (Auswahl)
- 1955: The Family of Man, Museum of Modern Art, New York.
- 1957: Seventy Photographers Look at New York, Museum of Modern Art, New York.
- 1963: Photography ’63, George Eastman House of Photography, Rochester, New York.
- 1964: The Photographer’s Eye, Museum of Modern Art, New York.
- 1967: New Documents, Museum of Modern Art, New York City with Diane Arbus and Lee Friedlander, curated by John Szarkowski.
- 1969: New Photography USA, Traveling exhibition prepared for the International Program of The Museum of Modern Art, New York.
- 1970: The Descriptive Tradition: Seven Photographers, Boston University, Massachusetts.
- 1971: Seen in Passing, Latent Image Gallery, Houston.
- 1975: 14 American Photographers, Baltimore Museum of Art, Maryland.
- 1976: The Great American Rodeo, Fort Worth Art Museum, Texas.
- 1977: Public Relations, Museum of Modern Art, New York.
- 1978: Mirrors and Windows: American Photography since 1960, Museum of Modern Art, New York.
- 1981: Garry Winogrand, Larry Clark and Arthur Tress, G. Ray Hawkins Gallery, Los Angeles.
- 1981: Bruce Davidson and Garry Winogrand, Moderna Museet / Fotografiska Museet, Stockholm, Sweden.
- 1981: Central Park Photographs: Lee Friedlander, Tod Papageorge and Garry Winogrand, The Dairy in Central Park, New York, 1980.
- 1983: Masters of the Street: Henri Cartier-Bresson, Josef Koudelka, Robert Frank and Garry Winogrand, University Gallery, University of Massachusetts, Amherst.
- 2017: Peter Lindbergh/Garry Winogrand: Women on Street. NRW-Forum Düsseldorf. Katalog.